# Macrostylis caribbicus
Macrostylis caribbicus är en kräftdjursart som beskrevs av Menzies1962. Macrostylis caribbicus ingår i släktet Macrostylis och familjen Macrostylidae. Inga underarter finns listade i Catalogue of Life.